# Zahnradbahn Zuckerfabrik Schulau
Koordinaten: 53° 34′ 2,9″ N, 9° 42′ 53,6″ O
Die Zahnradbahn Zuckerfabrik Schulau war eine mit Gleichspannung von 500 Volt betriebene und als Werksbahn genutzte Zahnradbahn einer Zuckerfabrik im 1909 nach Wedel eingemeindeten Ort Schulau. Sie war eine der ersten elektrischen Zahnradbahnen in Deutschland und ging 1901 in Betrieb. 1933 wurde nach Schließung der Zuckerfabrik auch die mit zwei Spurweiten ausgerüstete Zahnradbahn stillgelegt.

## Geschichte
Im schleswig-holsteinischen Schulau wurde 1891 von Heinrich Alfred Michahelles eine Zuckerfabrik gegründet und bis 1932 betrieben. Da die Anlieferung der Rohstoffe per Schiff an das Elbufer erfolgte, die Zuckerfabrik sich jedoch auf dem Geestrücken etwa 20 Meter höher über dem Fluss befand (bei dem heutigen Graf-Luckner-Haus am Hans-Böckler-Platz 15), bestand Bedarf an einem Transportmittel, das über eine kurze Strecke eine größere Steigung überwinden konnte. Dazu wurde zunächst eine zweigleisige Standseilbahn verwendet. Nach einem schweren Betriebsunfall wurde die Standseilbahn 1901 durch eine elektrische Zahnradbahn mit gemischtem Zahnrad- und Adhäsionsantrieb ersetzt. Diese war zu diesem Zeitpunkt eine der ersten elektrisch betriebenen Zahnradbahnen der Welt nach der Chemin de fer du Salève (1893), der Gornergratbahn (1897) und der Jungfraubahn (1898) sowie die zweite ihrer Art in Deutschland nach der Barmer Bergbahn von 1894.
Die Zuckerfabrik wurde während der Weltwirtschaftskrise 1932 stillgelegt und die Bahn im darauffolgenden Jahr demontiert.

## Bahnstrecke mit zwei Spurweiten
Die Streckenlänge betrug insgesamt 750 Meter. Die Gleise für den Adhäsionsbetrieb wurden als Schmalspurgleise mit 800-Millimeter-Spurweite angelegt, da die Standseilbahn und alle Gleise innerhalb der Fabrik, auf denen die Güterloren im Werksgelände verteilt wurden, bereits in dieser Spurweite angelegt worden waren. Die etwa 500 m lange zweigleisige Zahnrad-Strecke wurde als Mehrschienengleis mit einem zweiten, etwas höher liegenden Gleispaar in der ungewöhnlichen Spurweite von 1300 Millimetern mit einer mittig angeordneten Zahnstange nach dem System Abt ausgeführt. Dieses zweite Schienenpaar war bereits nachträglich für die Standseilbahn angelegt worden und diente dort für den Einsatz einer Zangenbremse. Auf der zweigleisigen Strecke lagen neben den beiden Zahnstangen also insgesamt acht Schienenstränge nebeneinander. Die maximale Steigung der Zahnradstrecke betrug 15 %.
Das 1300-mm-Gleis für den Zahnradbetrieb war gegenüber dem 800-mm-Gleis etwas erhöht angelegt, so dass die vom Motor mitgedrehten Räder für den Reibungsantrieb der Lokomotive auf dem Zahnradabschnitt leer mitliefen. Während des Zahnradbetriebes dienten die auf dem 1300-mm-Gleis laufenden Räder nur der Lastaufnahme und Führung. Damit konnte eine aufwendige Synchronisation oder Umschaltung zwischen Zahnrad- und Adhäsionsantrieb umgangen werden, da beide Antriebsarten unterschiedliche Wirkdurchmesser haben. Ohne das Hilfsgleis wäre ein erheblicher Schlupf die Folge gewesen, verbunden mit Verschleiß und hohem Energieverbrauch.

## Lokomotiven und Energieversorgung

Bauzeichnung Zahnradbahnlok Schulau

Die gesamte elektrische Ausrüstung einschließlich der Lokomotiven wurde von der Union-Elektricitäts-Gesellschaft in Berlin geliefert. Die Stromversorgung erfolgte über eine einpolige Oberleitung, die wie bei Straßenbahnen an Querdrähten befestigt wurde.
Für den Betrieb auf der Zahnradstrecke lieferte die UEG insgesamt drei Elektrolokomotiven.
Ausgestattet waren die sehr einfach gebauten Loks lediglich mit einem kleinen Mittelführerstand, in dem der Lokführer stehen konnte. Bedienelemente waren lediglich eine Handspindelbremse und ein straßenbahnüblicher Fahrschalter, mit dem die Parallelschaltung und die Widerstandsbremse bedient wurden.
Zu den weiteren Details und Daten dieser sämtlich baugleichen Lokomotiven liegen je nach Quelle unterschiedliche Angaben vor:
- Achsfolge: B0[1] bzw.  B/1a1[2], wobei sich bei letzterer die Angabe hinter dem Schrägstrich offenbar auf die Zahnradbetriebs-Konfiguration bezieht.
- Motorart: zwei Tatzlagermotoren[1]
- Leistung: pro Motor 15 PS[1] bzw. 25 Kilowatt (34 PS)[2]
- Länge: 3,10 m[2]
- Achsstand: 1050 mm.[2]
- Gewicht: 5,1 Tonnen[1] bzw. 8,0 Tonnen[2]

Nach Stilllegung der Fabrik sollte zunächst eine der Loks dem Deutschen Museum in München überlassen werden. Letztlich wurden aber alle drei Loks in Hamburg verschrottet.